# Lucas Légeret

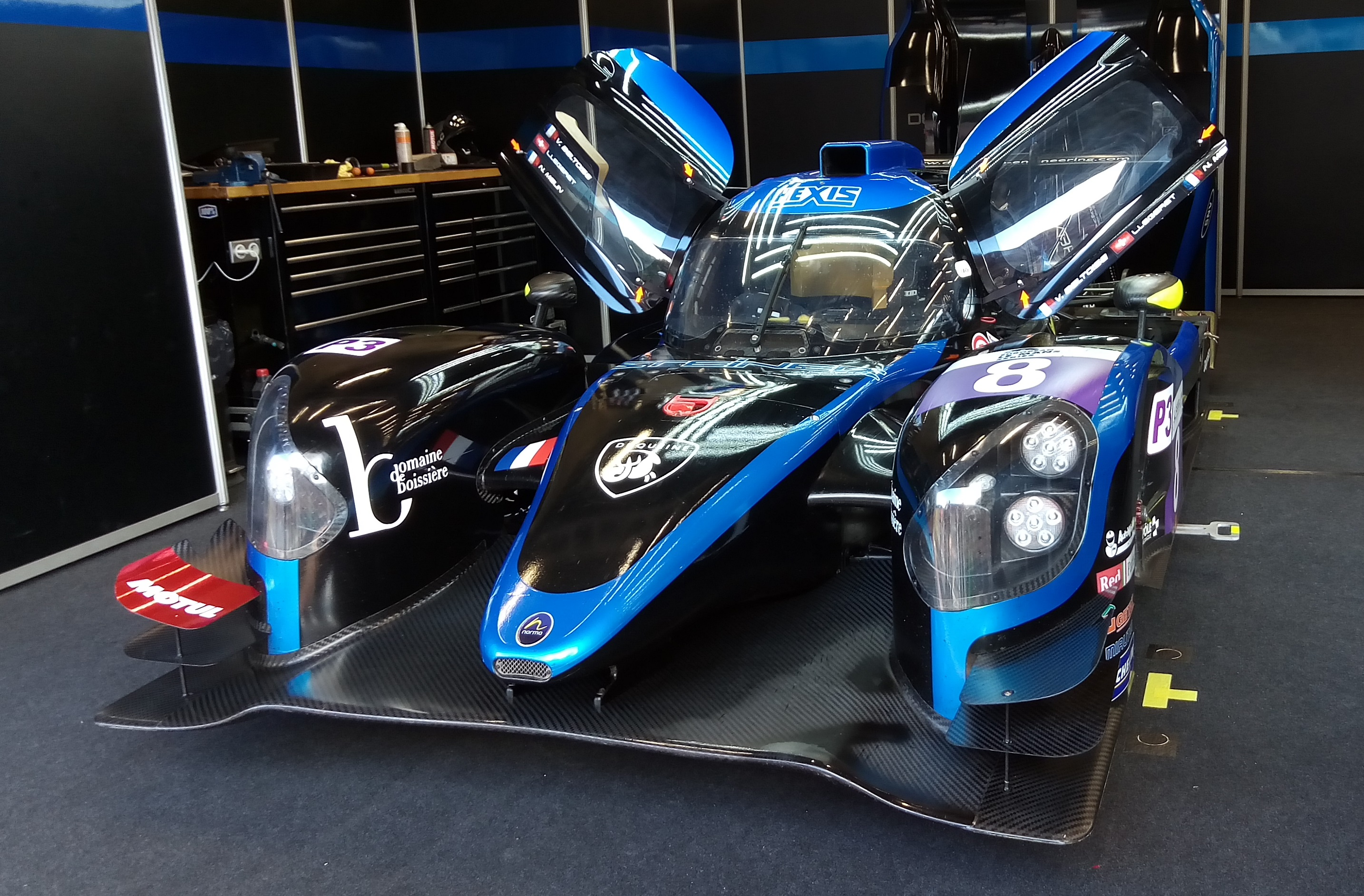
Der Norma M30 mit der Lucas Légeret beim 4-Stunden-Rennen von Spa-Francorchamps 2017 am Start war

Lucas Légeret (* 10. Mai 2001 in Vevey) ist ein Schweizer Autorennfahrer.

## Karriere als Rennfahrer
Lucas Légeret begann 2010 im Alter von neun Jahren mit dem Kartsport. 2012 wurde er Dritter in der Super-Mini-Klasse der Schweizer Meisterschaft.
Nach der Kartingzeit wechselte er 2017 in den GT- und Sportwagensport. Er fuhr einen LMP3-Ligier JS P3 im Michelin Le Mans Cup und der European Le Mans Series. Ende des Jahres gelang ihm beim 6-Stunden-Rennen von Estoril, einem Wertungslauf der V de V Endurance Series, der erste Gesamtsieg bei einem Sportwagenrennen. Nach zwei weiteren Jahren in European Le Mans Series erfolgte 2020 der Wechsel in die FIA-Langstrecken-Weltmeisterschaft mit dem Debüt beim 6-Stunden-Rennen von Spa-Francorchamps.

## Statistik

### Karrierestationen
| - 2017: Michelin Le Mans Cup (Platz 42) - 2017: European Le Mans Series (Platz 23) - 2017: V de V Endurance Series (Rang 7) - 2018: European Le Mans Series (Rang 10) - 2019: European Le Mans Series (Rang 11) - 2020: FIA-Langstrecken-Weltmeisterschaft |

### Le-Mans-Ergebnisse
| Jahr | Team                  | Fahrzeug        | Teamkollege               | Teamkollege     | Platzierung | Ausfallgrund |
| ---- | --------------------- | --------------- | ------------------------- | --------------- | ----------- | ------------ |
| 2020 | Dempsey-Proton Racing | Porsche 911 RSR | Vutthikorn Inthraphuvasak | Julien Andlauer | Rang 36     |              |